# Giro d’Italia 2022/1. Etappe
Die 1. Etappe des Giro d’Italia 2022 fand am 6. Mai 2022 in Ungarn statt. Sie war der Auftakt der 105. Austragung des italienischen Etappenrennens und führte von Budapest über 195 Kilometer und 900 Höhenmeter nach Visegrád, wo sich das Ziel am Ende einer kurzen Steigung befand. Die Organisatoren der Rundfahrt bewerteten die Schwierigkeit der Etappe mit zwei von fünf Sternen (bassa difficoltà).

## Streckenführung
Der neutralisierte Start erfolgte vor dem Heldenplatz in der ungarischen Hauptstadt Budapest. Entlang der Andrássy út ging es in Richtung Donau, wobei die Ungarische Staatsoper und die St.-Stephans-Basilika passiert wurden. Über die Elisabethbrücke, wechselten die Fahrer auf das Westufer der Donau und fuhren anschließend an der Technischen und Wirtschaftswissenschaftlichen Universität vorbei.
Der offizielle Start erfolgte nach 12,4 Kilometern im Süden von Budapest auf der Autópálya M6 nahe dem Savoya Park. Nun ging es auf flachen Straßen in Richtung Südwesten nach Kápolnásnyék. Anschließend führte die Strecke kurz Richtung Norden, ehe es über Vereb zum ersten Zwischensprint in Székesfehérvár ging. Dieser wurde nach 75,3 Kilometern im Zentrum der Stadt ausgetragen. Im Anschluss änderte sich die Fahrtrichtung und die Strecke führte über Csákvár, Bicske, Szomor und Bajna in Richtung Nordosten. Bei Esztergom kehrten die Fahrer an das Ufer der Donau zurück. Hier wurde nach 167,5 Kilometern der zweite Zwischensprint ausgefahren. Anschließend ging es entlang der Donau stromabwärts und vorbei am Donau-Ipoly-Nationalpark.
5,7 Kilometer vor dem Ziel erreichten die Fahrer im geschlossenen Peloton Visegrád (105 m) und somit den Fuß der Schlusssteigung. Diese war mit einer durchschnittlichen Steigung von 5,1 % auf den letzten vier Kilometern jedoch eher moderat. Der Anstieg führte vorbei an der Oberen Burg und endete bei dem Parkplatz der Sommerrodelbahn von Visegrad auf einer Höhe von 338 Metern. Der Schlussanstieg war als Steigung der 4. Kategorie klassifiziert.
|                            | Ort            | Kilometer | Länge (km) | Höhe (m) | Ø Steigung | max. Steigung |
| -------------------------- | -------------- | --------- | ---------- | -------- | ---------- | ------------- |
| neutralisierter Start      | Budapest       | −12,4     |            |          |            |               |
| offizieller Start          | Budapest       | 0         |            |          |            |               |
| Zwischensprint             | Székesfehérvár | 75,3      |            |          |            |               |
| Zwischensprint             | Esztergom      | 167,5     |            |          |            |               |
| Bergwertung (4. Kategorie) | Visegrád       | 195       | 5,6        | 338      | 4,1 %      | 8 %           |
| Ziel                       | Visegrád       | 195       |            |          |            |               |

## Rennverlauf und Ergebnis
Unmittelbar nach dem Start setzten sich mit Mattia Bais und Filippo Tagliani zwei Fahrer des Teams Drone Hopper-Androni Giocattoli vom Hauptfeld ab. Die beiden stellten keine Gefahr im Kampf um den Etappensieg dar und so gewehrte das Hauptfeld ihnen einen maximalen Vorsprung von rund zehneinhalb Minuten. Nach 30 gefahrenen Kilometern begannen die Teams Alpecin-Fenix, DSM und Intermarché-Wanty-Gobert Matériaux mit der Nachführarbeit und reduzierten den Rückstand stetig.
Den ersten Zwischensprint (119,7 Kilometer vor dem Ziel) gewann Filippo Tagliani vor seinem Teamkollegen Mattia Bais. Im Hauptfeld, dessen Rückstand mittlerweile noch rund fünf Minuten betrug setzte sich Giacomo Nizzolo (Israel-Premier Tech) vor Arnaud Démare (Groupama-FDJ) durch. Wenig später wechselte Mark Cavendish (Quick-Step Alpha Vinyl Team) aufgrund eines technischen Defekts das Rad und Nicolas Prodhomme (AG2R Citroën Team) kam im Peloton zu Sturz. Beide schlossen jedoch nach kurzer Zeit wieder zum Hauptfeld auf.
27,5 Kilometer vor dem Ziel sicherten sich Mattia Bais und Filippo Tagliani beim zweiten Zwischensprint in Esztergom noch drei bzw. zwei Bonussekunden, ehe sie 14 Kilometer vor dem Ziel vom Hauptfeld gestellt wurden. Thomas De Gendt (Lotto Soudal) überquerte den Zwischensprint an der Spitze des Pelotons und sicherte sich ebenfalls eine Bonussekunde. Vor dem Abschließenden Anstieg begannen die Positionskämpfe im Hauptfeld und es kam 6,7 Kilometer vor dem Ziel zu einem Sturz in den Harm Vanhoucke (Lotto Soudal), Jan Tratnik (Bahrain Victorious) und Erik Fetter (Eolo-Kometa Cycling Team) involviert waren. Die drei konnten das Rennen jedoch fortsetzen.
Das Team Lotto Soudal führte das Fahrerfeld in den Schlussanstieg und bestimmte auf den ersten flachen Metern das Tempo für ihren Kapitän Caleb Ewan. Mit zunehmender Steigung setzten sich die Fahrer von Alpecin-Fenix um Mathieu van der Poel an die Spitze und hielten das Tempo weiter hoch. 3,7 Kilometer vor dem Ziel attackierte Lawrence Naesen (AG2R Citroën) und konnte sich rund 10 Sekunden vom Hauptfeld absetzten. 2,5 Kilometer vor dem Ziel griff Lennard Kämna (Bora-hansgrohe) an, ging an dem Belgier vorbei und setzte sich an die Spitze des Rennens. Während Lawrence Naesen vom Hauptfeld eingeholt wurde, konnte Lennard Kämna seinen Vorsprung von wenigen Metern behaupten. In der Zwischenzeit hatte das Team Intermarché-Wanty-Gobert Matériaux rund um Biniam Girmay die Verfolgung im Hauptfeld aufgenommen und die ersten Fahrer wie auch Arnaud Démare verloren den Anschluss zum Peloton. 900 Meter vor dem Ziel forcierte Davide Formolo (UAE Team Emirates) das Tempo, was die Einholung von Lennard Kämna zur Folge hatte. Eine weitere Tempoverschärfung durch Wilco Kelderman (Bora-hansgrohe) führte ebenfalls zu keiner Entscheidung, zog das Fahrerfeld jedoch in die Länge. 150 Meter vor dem Ziel eröffnete Binam Girmay den Sprint und Mathieu van der Poel fuhr neben ihm auf gleicher Höhe. Caleb Ewan setzte sich an das Hinterrad von Binam Girmay, kollidierte jedoch mit diesem und kam wenige Meter vor dem Ziel zu Sturz. Auf den letzten Metern schob sich Mathieu van der Poel an Biniam Girmay vorbei und gewann die Etappe mit einer Rad-Länge Vorsprung. Der Niederländer feierte einen Premierensieg bei seinem ersten Giro d’Italia und sicherte sich zudem das Rosa Trikot sowie Führender in Punkte- und Bergwertung. Der Zweitplatzierte Biniam Girmay übernahm mit seinen 22 Jahren die Führung in der Nachwuchswertung. Pello Bilbao (Bahrain Victorious) erreichte als Dritter die Ziellinie.
Der Großteil der Favoriten auf die Gesamtwertung hielt sich auf der ersten Etappe schadlos und erreichten das Ziel mit einem Rückstand von vier Sekunden. Wilco Kelderman, Richard Carapaz (Ineos Grenadiers) und Bauke Mollema (Trek-Segafredo) wurden zeitgleich mit dem Etappensieger gewertet.
| \| Etappenergebnis \| Etappenergebnis \| Etappenergebnis \| Etappenergebnis \| Etappenergebnis \| \| Fahrer \| Fahrer \| Land \| Team \| Zeit \| \| --------------- \| -------------------- \| --------------- \| ---------------------------------- \| --------------- \| \| 1. \| Mathieu van der Poel \| Niederlande \| Alpecin-Fenix \| 4 h 35 min 28 s \| \| 2. \| Biniam Girmay \| Eritrea \| Intermarché-Wanty-Gobert Matériaux \| + 0 s \| \| 3. \| Pello Bilbao \| Spanien \| Bahrain Victorious \| + 0 s \| \| 4. \| Magnus Cort Nielsen \| Dänemark \| EF Education-EasyPost \| + 0 s \| \| 5. \| Wilco Kelderman \| Niederlande \| Bora-Hansgrohe \| + 0 s \| \| 6. \| Richard Carapaz \| Ecuador \| Ineos Grenadiers \| + 0 s \| \| 7. \| Bauke Mollema \| Niederlande \| Trek-Segafredo \| + 0 s \| \| 8. \| Diego Ulissi \| Italien \| UAE Team Emirates \| + 0 s \| \| 9. \| Andrea Vendrame \| Italien \| AG2R Citroën Team \| + 4 s \| \| 10. \| Mattias Skjelmose \| Dänemark \| Trek-Segafredo \| + 4 s \| |                      |             |                                    |                 |
| |                      |             |                                    |                 |
| Quelle: ProCyclingStats |                      |             |                                    |                 |
| Etappenergebnis |                      |             |                                    |                 |
| Fahrer | Fahrer               | Land        | Team                               | Zeit            |
| 1. | Mathieu van der Poel | Niederlande | Alpecin-Fenix                      | 4 h 35 min 28 s |
| 2. | Biniam Girmay        | Eritrea     | Intermarché-Wanty-Gobert Matériaux | + 0 s           |
| 3. | Pello Bilbao         | Spanien     | Bahrain Victorious                 | + 0 s           |
| 4. | Magnus Cort Nielsen  | Dänemark    | EF Education-EasyPost              | + 0 s           |
| 5. | Wilco Kelderman      | Niederlande | Bora-Hansgrohe                     | + 0 s           |
| 6. | Richard Carapaz      | Ecuador     | Ineos Grenadiers                   | + 0 s           |
| 7. | Bauke Mollema        | Niederlande | Trek-Segafredo                     | + 0 s           |
| 8. | Diego Ulissi         | Italien     | UAE Team Emirates                  | + 0 s           |
| 9. | Andrea Vendrame      | Italien     | AG2R Citroën Team                  | + 4 s           |
| 10. | Mattias Skjelmose    | Dänemark    | Trek-Segafredo                     | + 4 s           |

## Gesamtstände
| \| Gesamtwertung \| Gesamtwertung \| Gesamtwertung \| Gesamtwertung \| Gesamtwertung \| \| Fahrer \| Fahrer \| Land \| Team \| Zeit \| \| ------------- \| -------------------- \| ------------- \| ---------------------------------- \| --------------- \| \| 1. \| Mathieu van der Poel \| Niederlande \| Alpecin-Fenix \| 4 h 35 min 18 s \| \| 2. \| Biniam Girmay \| Eritrea \| Intermarché-Wanty-Gobert Matériaux \| + 4 s \| \| 3. \| Pello Bilbao \| Spanien \| Bahrain Victorious \| + 6 s \| \| 4. \| Magnus Cort Nielsen \| Dänemark \| EF Education-EasyPost \| + 10 s \| \| 5. \| Wilco Kelderman \| Niederlande \| Bora-Hansgrohe \| + 10 s \| \| 6. \| Richard Carapaz \| Ecuador \| Ineos Grenadiers \| + 10 s \| \| 7. \| Bauke Mollema \| Niederlande \| Trek-Segafredo \| + 10 s \| \| 8. \| Diego Ulissi \| Italien \| UAE Team Emirates \| + 10 s \| \| 9. \| Andrea Vendrame \| Italien \| AG2R Citroën Team \| + 14 s \| \| 10. \| Mattias Skjelmose \| Dänemark \| Trek-Segafredo \| + 14 s \| |                      |             |                                    |                 |
| |                      |             |                                    |                 |
| Quelle: ProCyclingStats |                      |             |                                    |                 |
| Gesamtwertung |                      |             |                                    |                 |
| Fahrer | Fahrer               | Land        | Team                               | Zeit            |
| 1. | Mathieu van der Poel | Niederlande | Alpecin-Fenix                      | 4 h 35 min 18 s |
| 2. | Biniam Girmay        | Eritrea     | Intermarché-Wanty-Gobert Matériaux | + 4 s           |
| 3. | Pello Bilbao         | Spanien     | Bahrain Victorious                 | + 6 s           |
| 4. | Magnus Cort Nielsen  | Dänemark    | EF Education-EasyPost              | + 10 s          |
| 5. | Wilco Kelderman      | Niederlande | Bora-Hansgrohe                     | + 10 s          |
| 6. | Richard Carapaz      | Ecuador     | Ineos Grenadiers                   | + 10 s          |
| 7. | Bauke Mollema        | Niederlande | Trek-Segafredo                     | + 10 s          |
| 8. | Diego Ulissi         | Italien     | UAE Team Emirates                  | + 10 s          |
| 9. | Andrea Vendrame      | Italien     | AG2R Citroën Team                  | + 14 s          |
| 10. | Mattias Skjelmose    | Dänemark    | Trek-Segafredo                     | + 14 s          |

| Punktewertung | Punktewertung        | Punktewertung | Punktewertung                      | Punktewertung |
| Fahrer        | Fahrer               | Land          | Team                               | Punkte        |
| ------------- | -------------------- | ------------- | ---------------------------------- | ------------- |
| 1.            | Mathieu van der Poel | Niederlande   | Alpecin-Fenix                      | 50 P.         |
| 2.            | Biniam Girmay        | Eritrea       | Intermarché-Wanty-Gobert Matériaux | 35 P.         |
| 3.            | Pello Bilbao         | Spanien       | Bahrain Victorious                 | 25 P.         |
| 4.            | Magnus Cort Nielsen  | Dänemark      | EF Education-EasyPost              | 18 P.         |
| 5.            | Wilco Kelderman      | Niederlande   | Bora-Hansgrohe                     | 14 P.         |
| 6.            | Richard Carapaz      | Ecuador       | Ineos Grenadiers                   | 12 P.         |
| 7.            | Filippo Tagliani     | Italien       | Drone Hopper-Androni Giocattoli    | 12 P.         |
| 8.            | Bauke Mollema        | Niederlande   | Trek-Segafredo                     | 10 P.         |
| 9.            | Diego Ulissi         | Italien       | UAE Team Emirates                  | 8 P.          |
| 10.           | Mattia Bais          | Italien       | Drone Hopper-Androni Giocattoli    | 8 P.          |

| Bergwertung | Bergwertung          | Bergwertung | Bergwertung                        | Bergwertung |
| Fahrer      | Fahrer               | Land        | Team                               | Punkte      |
| ----------- | -------------------- | ----------- | ---------------------------------- | ----------- |
| 1.          | Mathieu van der Poel | Niederlande | Alpecin-Fenix                      | 3 P.        |
| 2.          | Biniam Girmay        | Eritrea     | Intermarché-Wanty-Gobert Matériaux | 2 P.        |
| 3.          | Pello Bilbao         | Spanien     | Bahrain Victorious                 | 1 P.        |

| Nachwuchswertung | Nachwuchswertung  | Nachwuchswertung       | Nachwuchswertung                   | Nachwuchswertung |
| Fahrer           | Fahrer            | Land                   | Team                               | Zeit             |
| ---------------- | ----------------- | ---------------------- | ---------------------------------- | ---------------- |
| 1.               | Biniam Girmay     | Eritrea                | Intermarché-Wanty-Gobert Matériaux | 4 h 35 min 22 s  |
| 2.               | Mattias Skjelmose | Dänemark               | Trek-Segafredo                     | + 10 s           |
| 3.               | Jhonatan Narváez  | Ecuador                | Ineos Grenadiers                   | + 10 s           |
| 4.               | João Almeida      | Portugal               | UAE Team Emirates                  | + 10 s           |
| 5.               | Ben Tulett        | Vereinigtes Königreich | Ineos Grenadiers                   | + 10 s           |
| 6.               | Mauri Vansevenant | Belgien                | Quick-Step Alpha Vinyl             | + 10 s           |
| 7.               | Felix Gall        | Österreich             | AG2R Citroën Team                  | + 10 s           |
| 8.               | Mauro Schmid      | Schweiz                | Quick-Step Alpha Vinyl             | + 10 s           |
| 9.               | Attila Valter     | Ungarn                 | Groupama-FDJ                       | + 10 s           |
| 10.              | Santiago Buitrago | Kolumbien              | Bahrain Victorious                 | + 10 s           |

| Mannschaftswertung | Mannschaftswertung                 | Mannschaftswertung           | Mannschaftswertung |
| Team               | Team                               | Land                         | Zeit               |
| ------------------ | ---------------------------------- | ---------------------------- | ------------------ |
| 1.                 | Ineos Grenadiers                   | Vereinigtes Königreich       | 13 h 46 min 32 s   |
| 2.                 | UAE Team Emirates                  | Vereinigte Arabische Emirate | + 0 s              |
| 3.                 | Trek-Segafredo                     | Vereinigte Staaten           | + 0 s              |
| 4.                 | Bora-Hansgrohe                     | Deutschland                  | + 0 s              |
| 5.                 | Bahrain Victorious                 | Bahrain                      | + 0 s              |
| 6.                 | Astana Qazaqstan Team              | Kasachstan                   | + 4 s              |
| 7.                 | Jumbo-Visma                        | Niederlande                  | + 4 s              |
| 8.                 | AG2R Citroën Team                  | Frankreich                   | + 12 s             |
| 9.                 | Intermarché-Wanty-Gobert Matériaux | Belgien                      | + 15 s             |
| 10.                | Quick-Step Alpha Vinyl             | Belgien                      | + 19 s             |